# Антадзе Георгій Самсонович
Георгій Самсонович Антадзе (груз. გიორგი ანთაძე; нар. 6 вересня 1920, Поті, Грузинська Демократична Республіка — пом. 3 листопада 1987, Тбілісі, Грузинська РСР, СРСР) — грузинський футболіст, напівсередній нападник або півзахисник. По завершенні ігрової кар'єри — футбольний тренер. Заслужений майстер спорту.

## Спортивна кар'єра
З 1939 року виступав за футбольну команду клубу Тбіліського державного університету. Протягом 1942—1943 років захищав кольори клубу «Динамо» (Сухумі). 1944 року перейшов до тбіліського «Динамо», за який відіграв 10 сезонів. Завершив професійну кар'єру футболіста виступами за команду «Динамо» (Тбілісі) у 1954 році. Фізично сильний і технічний гравець, володів точним і сильним ударом. В елітному дивізіоні провів 177 ігор, 40 забитих м'ячів. Входить до двадцятки найкращих бомбардирів тбіліського «Динамо» в чемпіонатах СРСР (19 місце).
1952 року дебютував в у складі національної збірної СРСР. Протягом кар'єри у національній команді, яка тривала усього 1 рік, провів у формі головної команди країни 3 неофіційні матчі. У складі збірної був учасником футбольного турніру на Олімпійських іграх 1952 року у Гельсінкі.
Розпочав тренерську кар'єру, повернувшись до футболу після невеликої перерви, 1959 року, очоливши тренерський штаб клубу «Торпедо» (Кутаїсі). В подальшому очолював команди клубів «Мешахте» (Ткібулі) та «Колхіда» (Поті). Останнім місцем тренерської роботи був клуб «Динамо» (Батумі), команду якого Георгій Антадзе очолював як головний тренер до 1978 року.

## Досягнення
- Другий призер чемпіонату СРСР (2): 1951, 1953
- Третій призер чемпіонату СРСР (2): 1946, 1950
- Фіналіст кубка СРСР (1): 1946

## Статистика
Статистика виступів в офіційних матчах:
| Сезон             | Команда           | Чемпіонат         | Чемпіонат | Чемпіонат | Кубок | Кубок |
| Сезон             | Команда           | Ліга              | Ігри      | Голи      | Ігри  | Голи  |
| ----------------- | ----------------- | ----------------- | --------- | --------- | ----- | ----- |
| 1945              | «Динамо» Тб       | Д-1               | 17        | 9         | —     | —     |
| 1946              | «Динамо» Тб       | Д-1               | 16        | 8         | 5     | 1     |
| 1947              | «Динамо» Тб       | Д-1               | 10        | 0         | 1     | 0     |
| 1948              | «Динамо» Тб       | Д-1               | 26        | 8         | 3     | 1     |
| 1949              | «Динамо» Тб       | Д-1               | 7         | 0         | —     | —     |
| 1950              | «Динамо» Тб       | Д-1               | 35        | 6         | 3     | 1     |
| 1951              | «Динамо» Тб       | Д-1               | 22        | 4         | 2     | 1     |
| 1952              | «Динамо» Тб       | Д-1               | 2         | 0         | —     | —     |
| 1953              | «Динамо» Тб       | Д-1               | 18        | 0         | 2     | 1     |
| 1954              | «Динамо» Тб       | Д-1               | 24        | 5         | 2     | 0     |
| Усього за кар'єру | Усього за кар'єру | Усього за кар'єру | 177       | 40        | 18    | 5     |